# 真骨型類
真骨型類（Teleosteomorpha）是輻鰭魚類的一個下綱，包含所有硬骨魚類及其已滅絕的近親。這一類群中還有兩種不同的中生代魚類，分別是針吻魚目（Aspidorhynchiformes）和厚莖魚目（Pachycormiformes）。中生代期間還有幾種其他非硬骨魚類，儘管它們不如該群體中的兩個主要演化支那樣占主導地位。
已知最古老的真骨型類化石是發現於義大利三疊紀岩層的Prohalecites。最後倖存的非硬骨魚類真骨型類是巨鱵嘴魚屬，它存活到了晚古新世。